# Cleòmedes (cràter)
Cleòmedes és un destacat cràter d'impacte situat a la part nord-est de la cara visible de la Lluna, al nord de la Mare Crisium. Va rebre el nom de l'astrònom grec Cleòmedes.
Està envoltat de terreny accidentat amb múltiples impactes de cràters. El cràter irregular Tralles s'introdueix a la vora nord-oest. A l'est hi ha Delmotte. Al nord de Cleomedes hi ha una formació de triple cràter amb Burckhardt ocupant el centre.

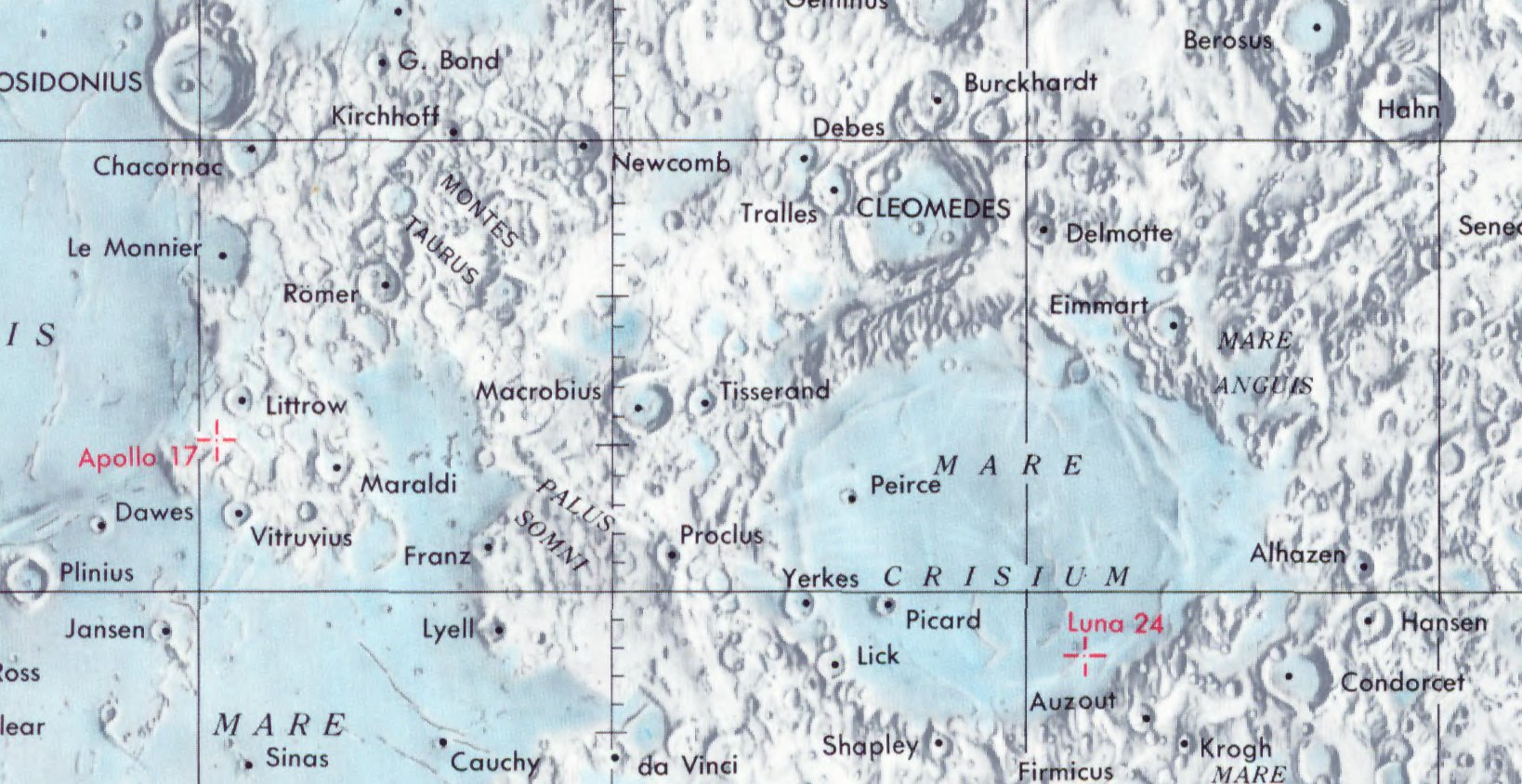
Localització de Cleomedes (centre superior de la imatge)
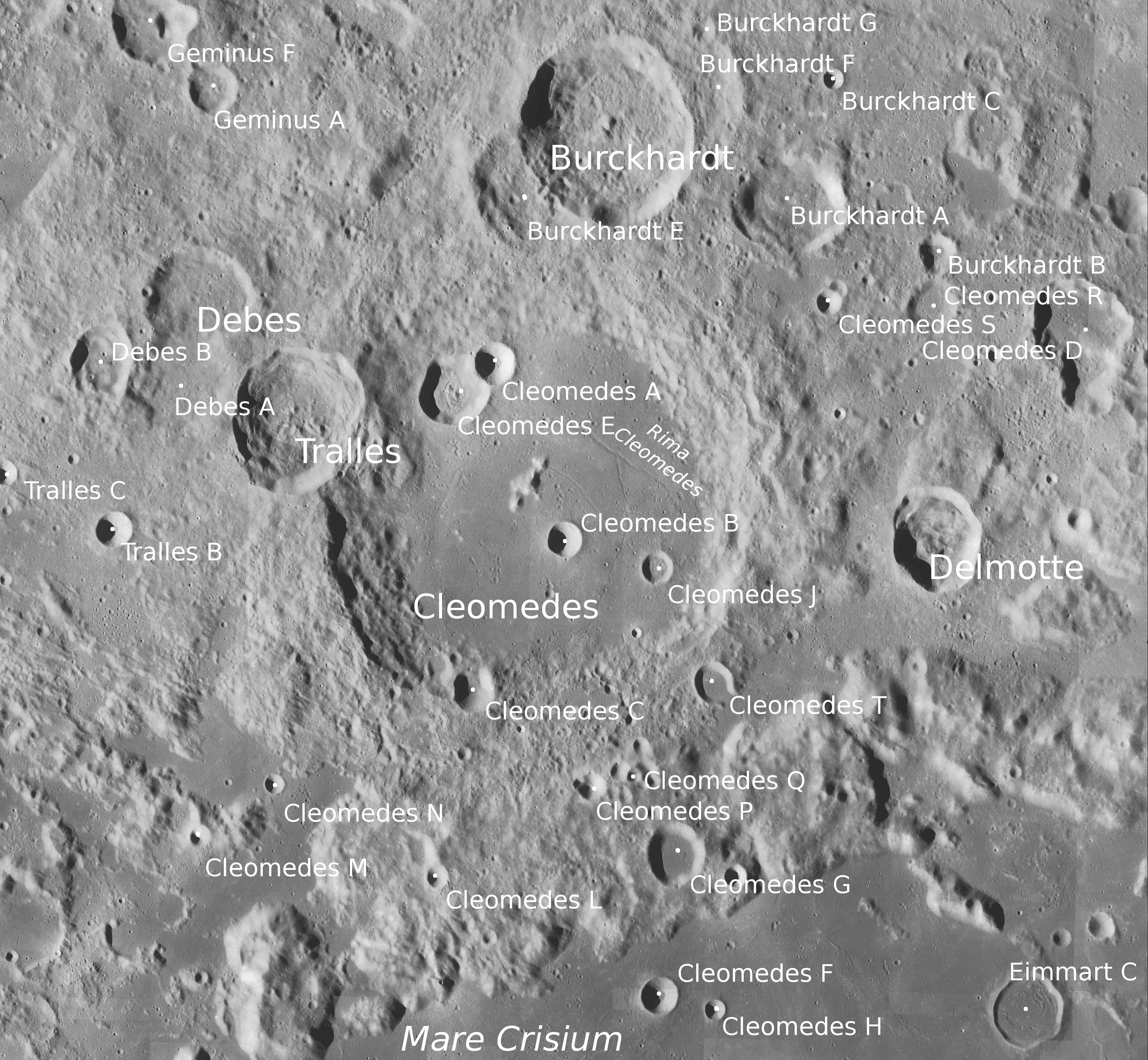
Cràters satèl·lit
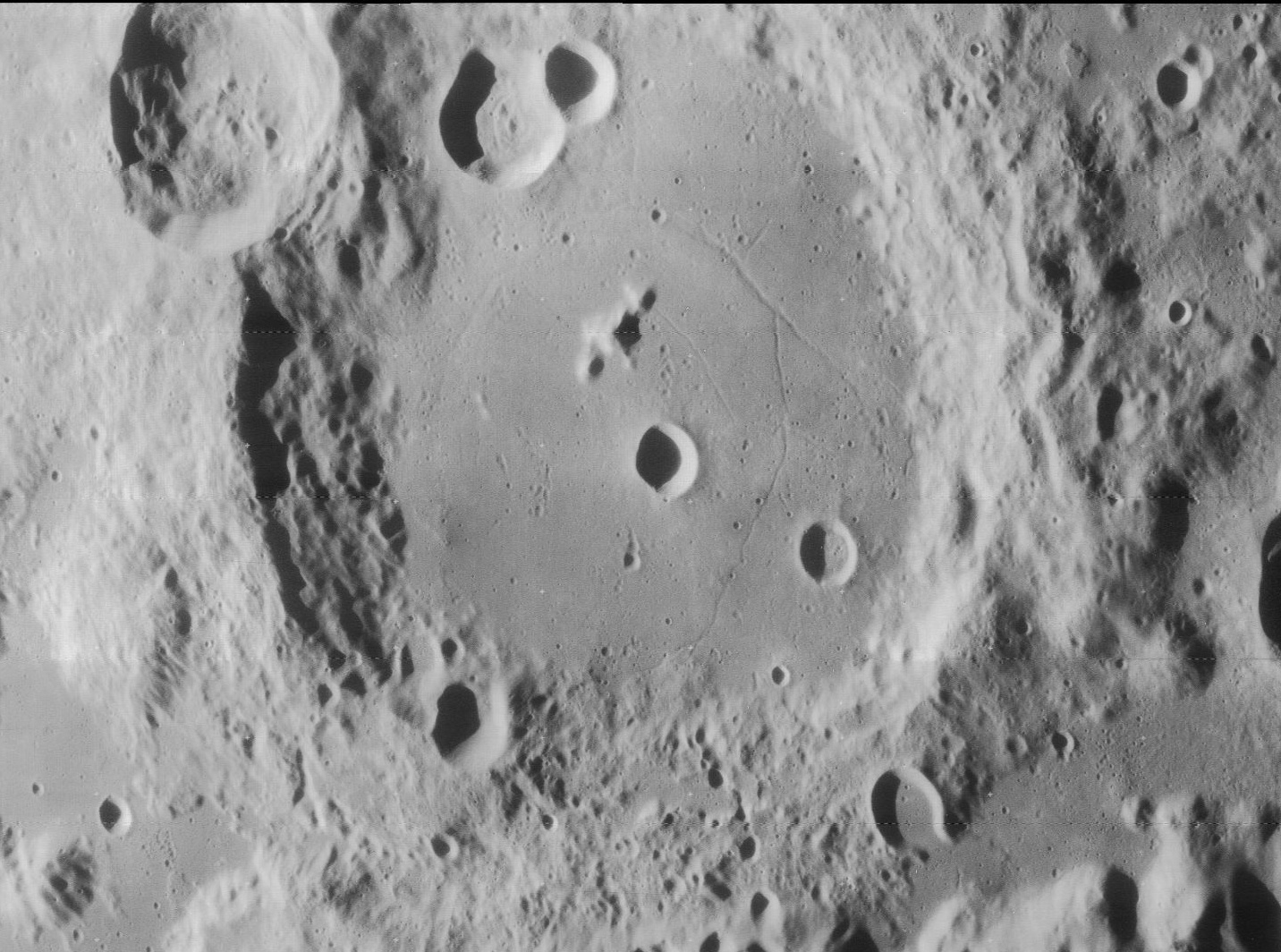
Vista obliqua del cràter. Fotografia de la missió Lunar Orbiter 4

La paret exterior de Cleòmedes està molt desgastada i erosionada, especialment al llarg de la part sud de la paret. Cleomedes C es troba a la vora sud-sud-oest. El sòl del cràter és gairebé pla, amb un petit pic central al nord del punt mitjà, formant una cresta lineal cap al nord-nord-est. Hi ha diversos cràters notables al sòl, incloent un parell de cràters superposats just dins de la vora nord-oest.
Una rima anomenada Rima Cleomedes travessa el sòl nord i va cap al sud-est des de la vora nord-oest. Aquesta rima es ramifica en una bifurcació després de creuar la línia mitjana del cràter. Les esquerdes més petites es troben a la part sud-est del sòl.

## Cràters satèl·lit
Per convenció aquests elements són identificats en els mapes lunars posant la lletra en el costat del punt central del cràter que està més proper a Cleomedes.
| Cleomedes | Coordenades                            | Diàmetre |
| --------- | -------------------------------------- | -------- |
| A         | 28° 53′ N, 55° 04′ E / 28.88°N,55.06°E | 12 km    |
| B         | 27° 09′ N, 55° 53′ E / 27.15°N,55.89°E | 11 km    |
| C         | 25° 40′ N, 54° 50′ E / 25.66°N,54.83°E | 14 km    |
| D         | 29° 13′ N, 61° 52′ E / 29.21°N,61.86°E | 25 km    |
| E         | 28° 37′ N, 54° 35′ E / 28.61°N,54.58°E | 21 km    |
| F         | 22° 34′ N, 56° 59′ E / 22.57°N,56.99°E | 12 km    |
| G         | 24° 01′ N, 57° 10′ E / 24.01°N,57.17°E | 20 km    |
| H         | 22° 26′ N, 57° 38′ E / 22.43°N,57.63°E | 6 km     |
| J         | 26° 52′ N, 56° 58′ E / 26.87°N,56.96°E | 10 km    |
| L         | 23° 47′ N, 54° 25′ E / 23.79°N,54.41°E | 7 km     |
| M         | 24° 11′ N, 51° 40′ E / 24.19°N,51.66°E | 6 km     |
| N         | 24° 43′ N, 52° 31′ E / 24.72°N,52.52°E | 6 km     |
| P         | 24° 42′ N, 56° 12′ E / 24.7°N,56.2°E   | 9 km     |
| Q         | 24° 49′ N, 56° 41′ E / 24.81°N,56.69°E | 4 km     |
| R         | 29° 28′ N, 60° 10′ E / 29.46°N,60.16°E | 15 km    |
| S         | 29° 28′ N, 58° 57′ E / 29.46°N,58.95°E | 8 km     |
| T         | 25° 44′ N, 57° 37′ E / 25.74°N,57.61°E | 11 km    |